# Трони Астарти
13 тронів Астарти знайшли в Лівані. Багато тронів мають схожий стиль: голови херувимів та тіла крилатих левів з обох боків.

## Перелік
| Зображення | Період                | Місце знаходження | Поточні розташування         |
| ---------- | --------------------- | ----------------- | ---------------------------- |
|            | Еллінізм              | Бібл              | Національний музей Бейруту   |
|            | Еллінізм              | Сайда             | Національний музей Бейруту   |
|            | Римська               | Сайда             | Національний музей Бейруту   |
|            |                       | Сайда             | Лувр                         |
|            |                       | Сайда             | Археологічний музей Стамбула |
|            | II століття до зв. е. | Хірбет ет-Тайїбе  | Лувр                         |
|            | Еллінізм              | Айн Баал          | Національний музей Бейруту   |
|            | Еллінізм              | Регіон Сура       | Національний музей Бейруту   |
|            | IX століття до зв. е. | Умм ал-Амад       | Лувр                         |
|            |                       | Умм ал-Амад       | Національний музей Бейруту   |
|            |                       | Храм Ешмуна       | Храм Ешмуна                  |
|            |                       | Храм Ешмуна       | Національний музей Бейруту   |
|            | Еллінізм              |                   | Національний музей Бейруту   |

## Книгопис
- Sébastien Ronzevalle, Le "Trône d'Astarté", Mélanges de la Faculté Orientale (Beirut) 3 (1909), 755-83, pls 9-10;
- Sébastien Ronzevalle, 'Note sur un monument phénicien de la région de Tyr', CRAI (1907), 589-98
- James R. Davila і Bruce Zuckerman (1993). The Throne of ʿAshtart Inscription. Bulletin of American Schools of Oriental Research, (289), 67-80. doi:10.2307/1357365
- Józef Milik (1967). Les papyrus araméens d'Hermoupolis et les cultes syro-phéniciens en Égypte perse. Biblica, 48 (4), 546-622. Retrieved July 28, 2020, від www.jstor.org/stable/42618436
- Henri Seyrig . Antiquités syriennes. In: Syria. Tome 36 fascicule 1-2, 1959. pp. 38-89; doi : https://doi.org/10.3406/syria.1959.5447 https://www.persee.fr/doc/syria_0039-7946_1959_num_36_1_5447
- Edward Lipinski, Rereading Inscriptions of 'Throne of Astarte' і Sidonian Obelisk, Journal of Semitic Studies, Volume 61, Issue 2, Autumn 2016, Pages 319—325, https://doi.org/10.1093/j